# Acanthaphritis
Acanthaphritis is een geslacht van straalvinnige vissen uit de familie van baarszalmen (Percophidae).

## Soorten
- Acanthaphritis barbata (Okamura & Kishida, 1963)
- Acanthaphritis grandisquamis Günther, 1880
- Acanthaphritis ozawai (McKay, 1971)
- Acanthaphritis unoorum Suzuki & Nakabo, 1996